# Motet
Pour les articles ayant des titres homophones, voir Mothais et Mottet.

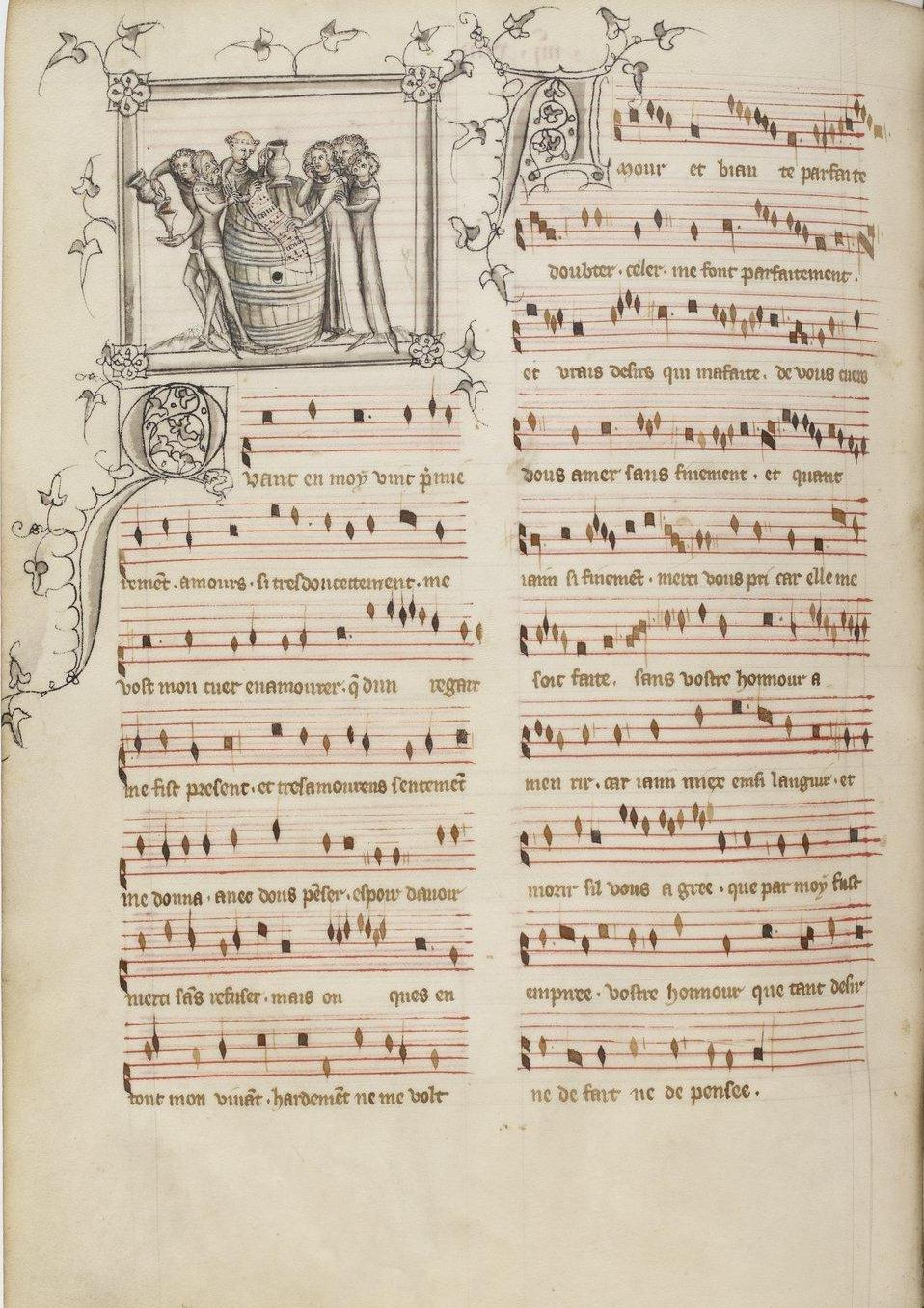
Motet Quant em moy / Amour et biauté parfaite / Amara de Guillaume de Machaut (BnF, Fonds Français 1584, 414v).

Un motet (en ancien français, « mot » ; latin : motectum, italien : mottetto) est un genre de composition musicale, l'une des formes les plus importantes de la musique polyphonique d'environ 1220 à 1750. Entre ces deux dates, sa définition a beaucoup évolué. Apparu au XIIIe siècle à partir de la clausule et l'organum, il est autonome vers 1220 : des mots s'ajoutent aux voix supérieures des clausulæ, appelées motetus, puis le terme s'applique à la totalité du morceau, de dimension moyenne, toujours fondé sur le cantus firmus immuable, fondement de l'édifice. Le motet est né polyphonique (mais à partir du XVIe siècle peut être monodique), d'abord sans, puis avec accompagnement instrumental (aux XVIIe et XVIIIe siècles) et est écrit essentiellement à partir d'un texte religieux ou plus rarement profane. Le motet s'applique indifféremment à la musique religieuse latine ou profane en langue vulgaire.
Le motet, déployé sur cinq siècles d'existence jusqu'à nos jours, recouvre de nombreuses variantes de genre, selon les époques et à ses débuts même plusieurs : il faut donc bien distinguer les différents aspects de ce dont il est parlé, puisque le mot ne désigne pas la même chose : la définition est différente. À partir du XVIIe siècle jusqu'au XIXe siècle, le mot a tendance cependant à désigner toute composition sacrée (en latin) n'appartenant pas au cycle de la messe, mais joués lors de l'office catholique.
Le motet ancien, forme née vocale et polyphonique « la plus élaboré et la plus savante » (premier gothique, trois voix, puis une quatrième sans texte), dans une grande hétérogénéité puisqu'il occupe aussi bien l'église, la rue et la maison. Il y a en outre trois directions stylistiques : en transformant les textes ; en privilégiant le jeu de rythme (motet isorythmique, Machaut) ; ou encore plutôt esthétique, glissant du cadre de l'église aux textes profanes et à la liberté compositionnelle et expressive pour le concert. Il évolue continûment dès le gothique flamboyant (généralement cinq voix et plusieurs textes, plusieurs langues ; trente-six voix chez Okeghem et quarante dans le Spem in alium de Tallis), la Renaissance (motet latin, jusqu'à huit voix), le baroque (où un grand chœur se mêle aux instruments : en France, Charpentier, Lalande, Couperin jusqu'à Rameau), est assez peu employé par le classicisme, puis redevient proprement vocal dès le XIXe siècle (motet néo-palestrinien, tels ceux de Bruckner), avec des illustrations non négligeables jusqu'à notre époque (Hindemith, Poulenc).
Le fil rouge qui semble le mieux traverser toutes les époques, est la sensibilité littéraire : le motet n'étant jamais indifférent au texte qu'il illustre et se compose ou se destine à un public instruit capable d'en percevoir les subtilités. Dès sa naissance l'emploi de plusieurs textes (motet) renforce jusqu'à la fusion du texte et de la musique (Josquin, Palestrina), avec l'usage inventif de nombreux procédés de composition. Il peut être de caractère satirique, intégré dans des œuvres littéraires (Le Roman de Fauvel, 1316, sorte d'anthologie des genres de l'époque, dont le motet est le préféré en contient trente-quatre), ou jouer un rôle politique ou officiel, lors de cérémonies de prestige (à partir du  XVe siècle : Dufay, motet Nuper rosarum flores pour la consécration du Dôme de Florence, 1436), y compris religieuses, lors de fêtes solennelles (funérailles, Te Deum aux victoires militaires, après un traité).
L'importance du genre et son rôle, est lui aussi fluctuant, passant d'une sorte de laboratoire musical du Gothique, mais déclinant au XVe siècle, genre principal à la Renaissance (sauf en Angleterre jusqu'à Élisabeth) et conserve une grande importance jusqu'à la décennie 1750, puis se fonde ultérieurement dans des formes et genres qu'il a contribué à dessiner.
Dès ses origines, il existe des motets spécifiquement instrumentaux (manuscrit de Bamberg, nos 102 à 108, c. 1260-1290). À la Renaissance, exceptionnellement, naissent des motets instrumentaux, notamment destiné à l'orgue (Attaingnant, 1531) et conçus pour compenser les faiblesses des chœurs de province ; ils peuvent également être source de variations (gloses) et mise en tablatures de motets flamands au luth ou à la vihuela (Monton, A. de Rippe, Paladin) ou de motets d'imitation (Bianchini, Du Caurroy).
En outre, le motet se définit également avec d'autres genres : motet-refrain, motet-rondeau, motet-choral (allemand : choralmotette), motet-concertant, motet-cantilène (ou motet-chanson) par exemples. Il prend le nom d’anthem (du latin : antiphona) chez les anglicans, où il est chanté sur des paroles bibliques ou morales en anglais. En Espagne, durant la seconde partie du XVIe siècle, il prend parfois le nom de Sacræ Cantiones ou chansons sacrées, chansons spirituelles, par exemple chez Francisco Guerrero.

## Présentation générale
Le motet dès sa naissance même, nous renseigne sur son origine littéraire. Au XIIe siècle le « motellus » désigne les stances ou strophes d'une poésie profane.
Le motet, forme contrapuntique la plus parfaite, traverse toute l'histoire de la musique depuis le XIIIe siècle, essaimant la musique polyphonique en émigrant de part en part de l'Europe, tout en gagnant en dramatisme expressif. En simplifiant au maximum, on distingue trois phases principales du XVe au XVIe siècle lorsqu'il est le genre majeur en plein développement :
- Création et période franco-flamande – de Dufay à Goudimel en passant par Ockeghem et Josquin.
- Floraison et période italo-espagnole – de Palestrina à Victoria et Lassus.
- Décadence et période italo-allemande – d'Allegri à Schütz.

À cet âge d'or du motet, rattachons la spécificité du motet ancien qui lui est antérieur et, pendant sa décadence, la branche du « Grand motet » versaillais ; puis, jusqu'à nos jours, le motet avec orchestre ou a cappella des XIXe et XXe siècles.

## Motet ancien
Le motet médiéval, se développe au cours du XIIIe siècle selon les sources qui nous restent, mais possiblement des décennies avant ou même à la fin du XIIe siècle. Le musicien adapte des « mots » aux voix supérieures vocalisées des clausulæ (une section alternative) de l'organum. Il est exclusivement polyphonique, par essence et d'emblée pluri-textuel, puisque les mots ajoutés à une voix organale repose toujours sur la teneur, elle-même porteuse d'un texte. Le nom s'applique ensuite à l'œuvre entière,.
En tant que genre, le motet médiéval se caractérise par l'indépendance rythmique de chacune des voix, contrepointée à une teneur d'abord préexistante et liturgique, plus tard soit profane ou religieuse et finalement composée librement avec des règles strictes. À la fin du XIIIe siècle on trouve souvent une teneur d'origine liturgique, une voix de motet latine de caractère moralisateur et un triple en langue vernaculaire de type profane et galant.
Au XIVe siècle, une quatrième voix s'ajoute à la teneur, le contre-ténor, sans texte et de même registre que le ténor. Ce répertoire, composé par des musiciens d'église ou des universitaires en direction d'un public restreint probablement, est un jeu intellectuel caractérisé par l'usage de l'isoryhtmie et du hoquet, tels Philippe de Vitry (14 ou 15 motets), Guillaume de Machaut (23) et les œuvres du codex Chantilly (13). Le motet, dit le théoricien Jean de Grouchy « n'est pas fait pour être offert au vulgaire […] il s'adresse aux lettrés. »
Mélangeant plusieurs textes, il faut citer l'incipit de tous les textes, séparés par un trait incliné, et enfin la teneur.

### Ars antiqua:XIIe–XIIIesiècle
École de Notre-Dame et jusqu'à 1310-1320)
L'École de Notre-Dame atteint son apogée au tournant du XIIIe siècle . Avec le manuscrit de Bamberg, le codex de Montpellier, (H196) offre une vision élargie du motet du XIIIe siècle.
Les compositeurs les plus illustres de cette période sont Léonin et Pérotin. Durant cette époque, les pièces gagnent en longueur et la voix supérieure de l’organum s'ornemente de plus en plus avec des ajouts de voix, pour atteindre jusqu'à quatre voix chez Pérotin (organum quadruplum).
Le motet naît pendant les années suivant la période de l'école de Notre-Dame. Il est un dérivé de la clausule, qui est une section de l'organum où le ténor s'anime, découpé en valeurs beaucoup plus brèves, généralement selon le cinquième mode rythmique. Le texte glosant la clausule dans les voix supérieures, est appelé le trope. Pendant la deuxième moitié du XIIIe siècle, le motet devient la forme polyphonique principale en Europe. Les motets sont d'abord sacrés puis profanes, composés en prose ou en vers, en latin ou en français et font partie de pièces de fantaisie jouées dans les églises, à côté du plain-chant traditionnel. Pierre de la Croix (2 motets identifiés, à la rythmique capricieuse avec un débit rapide, se trouve dans les ms. de Montpellier et Turin, mais deux pièces anonymes du même style pourraient lui être attribuées est le compositeur le plus remarquable de ces quelques années qui suivirent l'école de Notre-Dame.

### Ars nova:XIVesiècle(de 1310-1320, jusqu'en 1377)
Au XIVe siècle, grâce à Philippe de Vitry, l’Ars nova — vers 1325 — a permis de codifier les hauteurs et les durées des notes. Les motets polyphoniques favorisent alors la voix la plus élevée — le cantus —, et non plus la voix la plus grave — ténor. Avec ses motets isorythmiques, Guillaume de Machaut, son plus illustre représentant, introduit une quatrième voix — dite contreteneur (contreténor ou haute-contre) — à une composition qui n’en comportait généralement que trois (sauf exception dans le Viderunt Omnes de Pérotin à quatre voix), ce qui permet une plus grande expressivité. John Dunstable a également écrit des motets isorythmiques (12, dont Veni sancte Spiritus/Veni creator spiritus à quatre voix), bien que cette technique tombe en déshérence à la fin du XIVe siècle.

## Motet franco-flamand
Les musiciens originaires des Pays-Bas, ont formé une école polyphonique de la plus prestigieuse maîtrise contrapuntique du XVe et XVIe siècles. Migrants des scholæ (Utrech, Cambrai, Tournai et Liège), ils s'imposent dans les centres Européens de chant choral et par l'enseignement.
Au XVe siècle, dès 1430 environ, on observe clairement la transformation des techniques contrapuntiques du style de l’ars nova vers celles de la Renaissance. Le premier à jeter les bases du nouveau langage est Ciconia de Liège « par combinaison d'éléments stylistiques français (isorythmie) et italiens (écriture polyphonique issue de la caccia et de la ballata), » Dunstable et Dufay.
Pour le motet, disparaît progressivement la polytextualité et le ténor grégorien qui se pare de fioritures et gagne en indépendance, participant alors à jeu égal aux autres voix, pour faire place à plus d'expression. Des musiciens tels J. Dunstable et Dufay, transgressent avec une grande liberté les formules du motet isorythmique, tout en simplifiant la forme. Se développe nombre de motets pour les occasions solennelles (festmottete, par exemple le Nuper  rosarum de Dufay), parallèlement aux motets religieux sur des textes de l'ordinaire de la messe ou du Magnificat, et une religiosité domestique (chanson-motets ou liedmottete).
Avec la génération suivante, Obrecht et surtout Josquin qui transforme de manière décisive le motet en fusionnant plus étroitement texte et musique, tout en visant à fournir une projection expressive du texte.
Au XVIe siècle, dans le contexte du style franco-flamand de Josquin et de ses successeurs, le motet a synthétisé sa forme classique.

## Motet de la Renaissance

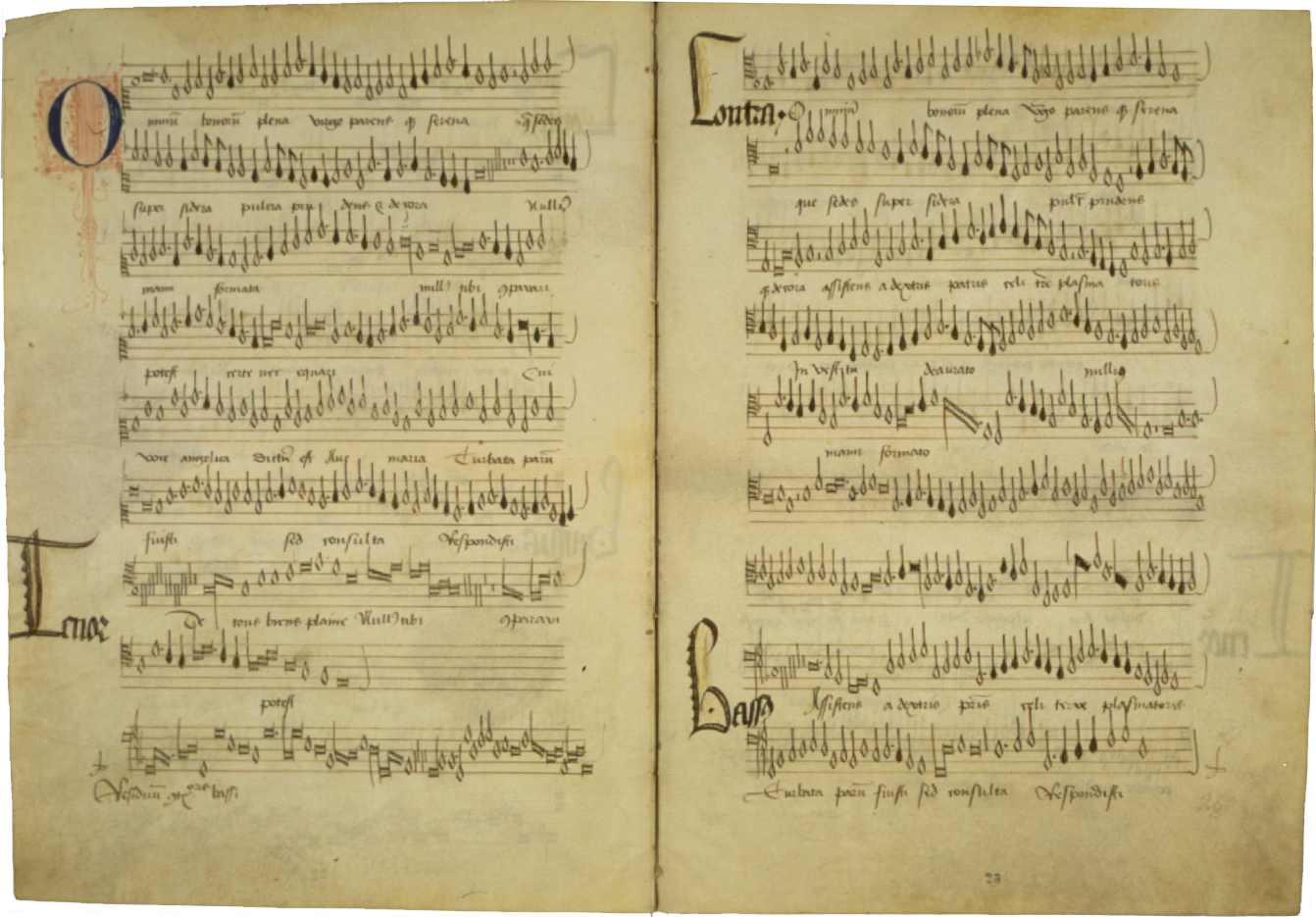
Motet Omnium bonorum plena de Loyset Compère (24 motets), paraphrase d'une chanson à trois voix de Hayne, et écrit pour la consécration à la Vierge de la cathédrale de Cambrai, le 2 juillet 1472. Compère est un émule et contemporain de Josquin. Le motet cite une série de compositeurs présents lors de l’événement, dont Dufay, Busnois, Tinctoris et Ockeghem.

Josquin Desprez porte à un point de perfection le motet fin XVe siècle début XVIe siècle (98 motets). Un autre sommet est atteint avec Palestrina (près de 450 motets sur un millier d'œuvre) milieu-fin XVIe siècle, alors que Roland de Lassus en laisse (sur deux-mille œuvres) « quelque 700 [qui] constituent la pièce maîtresse de son œuvre sacrée ». Le nombre des voix est le plus souvent de quatre, mais peut atteindre six, huit, et même douze. À l'extrême, le motet Spem in alium de Thomas Tallis ne compte pas moins de quarante voix indépendantes. Les duos virtuoses du Magnificat du 3e ton de Roland de Lassus annoncent Giovanni Gabrieli et Claudio Monteverdi. Enrichi d’ornements vocaux, le motet se rapproche de la cantate profane et de la musique dramatique. Le motet profane s’apparente au lai, au madrigal et au rondeau, puis, devient une pièce de musique religieuse, composée sur des textes latins ne concernant pas l’office — antienne, hymne, offertoire, psaume, répons. Ces compositeurs, Palestrina surtout, serrent le texte et ses intentions descriptives.

Autres compositeurs de cette période :
- Gilles Binchois (c. 1400-1460 ; 22 motets)
- Guillaume Dufay (c. 1400-1474 ; 6 motets-cantilènes, 14 isorythmiques)
- Johannes Ockeghem (1420-1497)
- Heinrich Isaac (c. 1450-1517 ; 40 motets)
- Jean Mouton  (c. 1459-1522 ; 120 motets)
- Antoine Brumel (c. 1460- ?1515 ; 30 motets)
- Nicolas Gombert (1500-1556 ; 160 motets)
- Pierre de La Rue (c. 1460–1518)
- John Taverner (c. 1490-1545)
- Johannes Agricola (1494-1566 ; 25 motets)
- Claude Le Jeune (?1530-1600)
- William Byrd (1543-1623)
- Tomás Luis de Victoria (1548-1611 ; 45 motets)

## Motet moderne

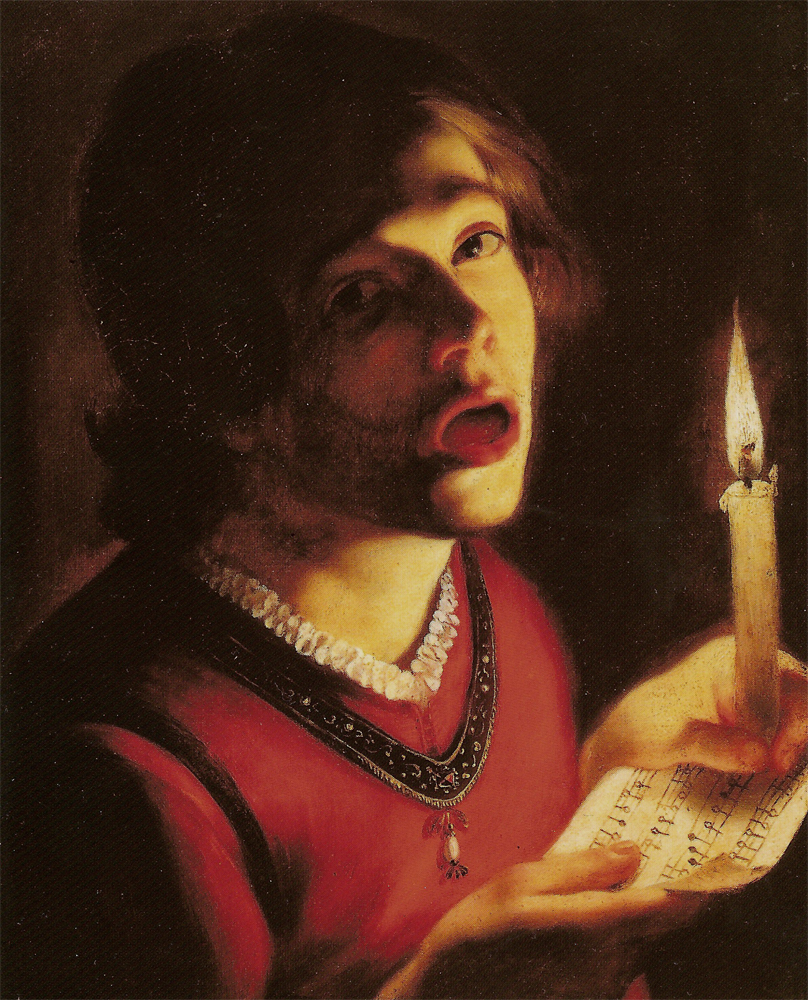
Trophime Bigot : Jeune chanteur à la bougie (c. 1650).

Le motet baroque se définit comme une composition polyphonique sacrée avec un texte latin, qui peut ou non avoir un accompagnement instrumental indépendant.

### Motet baroque
Avec le triomphe de la monodie accompagnée au XVIIe siècle (opéra, oratorio, cantate), le motet baroque change de définition et s'adapte aux nouveaux styles et moyens disponibles : une composition à une, deux ou trois voix avec continuo sur des textes religieux latins. En Italie, il est parfois écrit dans le style polyphonique ancien de Palestrina. Une ou plusieurs voix accompagnées à l'orgue ou des parties indépendantes aux cordes. En Allemagne, le style choral et contrapuntique se maintient jusqu'à Bach. En France, le motet devient une des formes principales de la musique sacrée, avec des effectifs souvent importants (Grand motet) qui est illustré notamment par Henry Du Mont et Pierre Robert, sous-maîtres de la Chapelle de Louis XIV, Charpentier, Lalande et Couperin.

#### Bach
Le style du motet de Bach, poursuit une tradition dans le stile antico allemande issue de Jacobus Gallus, Hieronymus Prætorius, Roland de Lassus, Hans Leo Hassler avec une influence italienne d'Andrea Gabrieli, Luca Marenzio, généralement à deux chœurs (8 voix) où abonde des effets d'écho, répons, chevauchement de voix. Les voix sont seules, ou les instruments ne sont pas indépendant (« colla parte », c'est-à-dire doublant les parties vocales) seulement accompagnées par un continuo (orgue et basse d'archet, viole ou violone).
En Allemagne vers 1730, Jean-Sébastien Bach compose six grands motets BWV 225 à 230 : 
- Singet dem Herrn ein neues Lied,
- Der Geist hilft unser Schwachheit auf,
- Jesu, meine Freude,
- Fürchte dich nicht,
- Komm, Jesu, komm,
- Lobet den Herrn alle Heiden.

Il convient aussi de rajouter le motet O Jesu Christ, meins Lebens Licht, BWV 118, classé par erreur parmi les cantates, bien que Bach précise sans ambiguïté, Motteto sur les deux manuscrits autographes connus.

### Grand motet

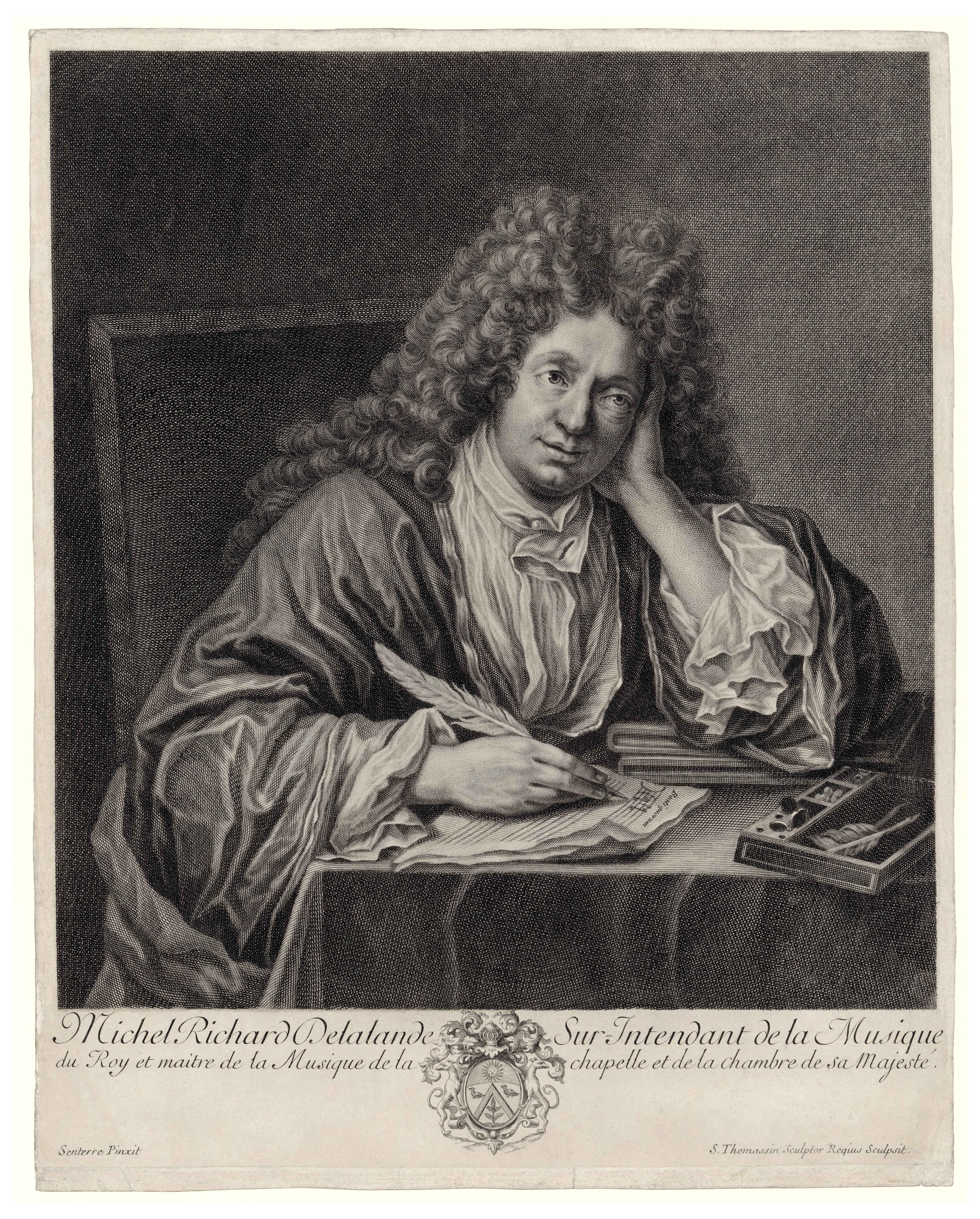
Michel-Richard de Lalande, un des inaugurateurs du « grand motet ».

Sous l’égide de Louis XIV, Henry Du Mont, Pierre Robert, Jean-Baptiste Lully, Marc-Antoine Charpentier (206 motets, H.233 - H.439), Henry Desmarest, Jean Gilles, André Campra puis  Michel-Richard de Lalande, inaugurent le « grand motet » ou « motet à grand chœur », équivalent de l’anthem des Anglais et de la cantate des Allemands. Marc-Antoine Charpentier compose en 1683 un grand motet, In obitum augustissimae piisimae Gallorum reginae lamentum, H.409  pour les funérailles de Marie Thérèse, l'épouse de Louis XIV. Lully compose le motet Plaude Laetare Gallia pour le baptême du Dauphin 1668. Le grand motet regroupe des morceaux variés sur un texte liturgique latin, pouvant être construits avec huit voix, instruments concertants, orchestre et basse continue. Exécuté chaque jour dans la Chapelle royale, le grand motet devient la pierre angulaire du répertoire du Concert Spirituel (1725), notamment avec les dix-sept grands motets de Jean-Joseph Cassanéa de Mondonville. Le genre est maintenu sous Louis XVI avec François Giroust (70 grands motets), puis sous l’Empire par Jean-François Lesueur, à la chapelle des Tuileries. Parallèlement, les petits motets, à voix seule et basse continue, sont joués dans les petites églises.

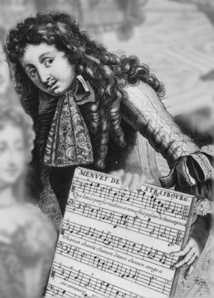
Marc-Antoine Charpentier.

Le genre culmine au milieu du XVIIIe siècle avec les grands motets de Mondonville (1711-1772).
Outre les compositeurs cités auparavant, il faut retenir :
- Pascal Colasse (1649-1709)
- Alessandro Scarlatti (1660-1725)
- Charles-Hubert Gervais (1671-1744)
- Louis-Nicola Clérambault (1676-1749)
- Jean-Philippe Rameau (1683-1764)
- Charles Levens (1689-1764)
- Laurent Belissen (1693-1762)
- François Giroust (1737-1799)

### Après 1750
S'il a été en France notamment, la forme de musique sacrée la plus importante pendant les deux siècles précédents, à partir de la disparition de Rameau (dont In convertendo), Madin (25 motets) et EJA Blanchard (55) et en 1792, lorsque s'interrompt la publication chaque semestre depuis 1666, du livre des paroles de motets, intitulé Motets pour la Chapelle du Roy), le motet, grand ou petit, triomphe la monodie accompagnée, se fond alors dans une expression proche de la cantate allemande dont il suit l'évolution et ressemblant à l'anthem anglais ou l'oratorio, avec de notables exceptions (Mozart, Liszt, Brahms par exemples).
Wolfgang Amadeus Mozart écrit quelques motets très atypiques, dont le plus connu reste son Exsultate, jubilate (1773).

### XIXesiècle
Passé de mode dès la fin du XVIIIe siècle, le motet prend dès lors le sens de « tout morceau religieux sur un texte latin. » Il est un genre mineur au XIXe siècle, même si la production est abondante. La distinction entre « grand » et « petit motet » est abandonnée, alors que les compositeurs sont attirés par le genre « dont la brièveté favorise l'unité d'expression. » C'est seulement par le Te Deum célébrant de grands événements politiques que subsistent des éléments du « grand motet » baroque.
À la fin du siècle, le renouveau de la musique religieuse engendre des motets modernes, tels ceux de la Schola Cantorum, ceux de Johannes Brahms (Warum ist das Licht gegeben dem Mühseligen ? par exemple), de Théodore Dubois et d'Anton Bruckner.

## Motet auxXXeetXXIesiècles
- Maurice Duruflé
- Pierre Villette
- Pierre Pincemaille

## Discographie

### Motet duXVeauXVIesiècle
Motet période franco-flamand
Motet période italo-espagnole
Motet période italo-allemande

### Motet Baroque
Grand motet versaillais (et petit)
- Henry Madin, Petits motets – Julie Hassler, Sophie Landy, Virginie Lefebvre ; Maryseult Wieczorek, Violaine Lucas, Lauree Stoulig ; Le Concert Lorrain, dir. Anne-Catherine Bucher (K617)[28],[29] (OCLC 717868073)
- François Couperin, Motets [1703/1705] - Sandrine Piau, Caroline Pelon ; Jean-Paul Fouchécourt ; Jérôme Correas ; Les Talens Lyriques, dir. Christophe Rousset (25-28 mai 1993 et 27-29 mai 1992, EMI/Virgin LC 7873 / 5615302 / Erato) (OCLC 1183746051 et 1251642144) — avec Henry Du Mont.

### XXesiècleet nos jours
XXIe siècle

### Ouvrages
- James Raymond Anthony (trad. de l'anglais par Beatrice Vierne), La Musique en France à l’époque baroque : de Beaujoyeulx à Rameau [« French Baroque Music (from Beaujoyeulx to Rameau) »], Paris, Flammarion, coll. « Harmoniques », 1981 (1re éd. 1974 (en), rév. 1978), 556 p. (ISBN 2-08-064322-3, OCLC 299372215), chap. XIII et XIV (« La musique religieuse : Le motet de Dumont à Delalande et Le motet au XVIIIe siècle »), p. 230 à 287.
- (en) Justin Lavacek (thèse de doctorat), Contrapuntal Confrontation and Expressive Signification in Motets of Machaut, Université de l'Indiana, 2011 (lire en ligne [PDF])

### Encyclopédies et histoires de la musique
- Léo Schrade, « La musique au Moyen Âge : De Machaut à Dufay, § Le Motet », dans Roland-Manuel (dir.), Histoire de la musique, t. 1, Paris, Éditions Gallimard, coll. « Encyclopédie de la Pléiade », 1963, 1878 p. (ISBN 2070104044, OCLC 852916, BNF 33042677), p. 880-885.
- Marie-Claire Beltrando-Patier (préf. Marc Honegger), Histoire de la musique : La musique occidentale du Moyen Âge à nos jours, Paris, Bordas, coll. « Marc Honegger », 1982 (rééd.  « la  bibliothèque bordas », 2005), 630 p. (OCLC 9865081, BNF 34724698), p. 151, puis : 173-176 ; 192 ; 198 ; 205-207 ; 420 ; 509.
- Jean Massin et Brigitte Massin, Histoire de la musique occidentale, Paris, Fayard, coll. « Les Indispensables de la Musique », 1985, 1312 p. (ISBN 2-21-302032-9, OCLC 630597950), « Des origines chrétiennes au XIVe siècle § Organiser la musique à l'âge du Gothique classique », p. 217-224
- Bernard Gagnepain, Histoire de la musique au moyen âge, vol. 2 : XIIIe–XIVe siècle, Seuil, coll. « Solfèges », 1996 (OCLC 35658180), « La suprématie parisienne, § La domination du motet (XIIIe siècle) », p. 41 sqq.
- (de) Laurenz Lütteken, Karl Kügle, Arno Forchert, Ludwig Finscher, « Motette », dans MGG Online, Bärenreiter et Metzler
- (en) Margaret Bent, « Isorhythm  », dans Grove Music Online, Oxford University Press, 2001.
- (en) Catherine A. Bradley, Christoph Wolff, Graham Dixon, James R. Anthony, Malcolm Boyd, Jerome Roche, Leeman L. Perkins et Ernest H. Sanders, révision de Peter M. Lefferts et Patrick Macey, « Motet  », dans Grove Music Online, Oxford University Press, 2001.

### Dictionnaires

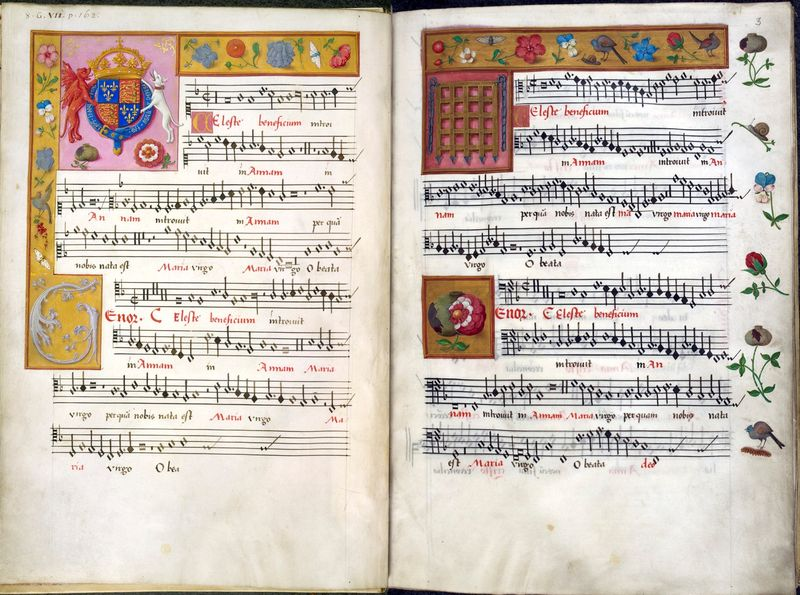
Motet Celeste beneficium à quatre voix, de Jean Mouton. Pages du livre de chœur réalisé pour Henri VIII (British Library Royal 8 G vii, 2v-3).

- Jacques Chailley, « Motet » dans Marc Vignal (dir.), Dictionnaire de la musique, Paris, Larousse, 2005 (1re éd. 1982), 1516 p. (OCLC 896013420, lire en ligne), p. 673.
- Silvio Riolfo Marengo, Édith Weber, Serge Gut, Louis Jambou (trad. de l'italien), Encyclopédie de la musique, Paris, Librairie générale française, coll. « Le Livre de poche/Pochothèque. Encyclopédies d'aujourd'hui », 1995 (1re éd. 1983), 1 142 (OCLC 491213341), « Motet », p. 615-516.
- Peter Gammond et Denis Arnold (dir.) (trad. de l'anglais par Marie-Stella Pâris, Adaptation française par Alain Pâris), Dictionnaire encyclopédique de la musique : Université d'Oxford [« The New Oxford Companion to Music »], t. II : L à Z, Paris, Éditions Robert Laffont, coll. « Bouquins », 1991 (1re éd. 1988), 987 p. (OCLC 19339606, BNF 36632390), p. 158–159.
- Lionel Sawking, « Motet », dans Marcelle Benoit (dir.), Dictionnaire de la musique en France aux XVIIe et XVIIIe siècles, Paris, Fayard, 1992, xvi-811 (ISBN 978-2213028248, OCLC 409538325, BNF 36660742), p. 479-480.
- Edmond Lemaître (dir.), Guide de la musique sacrée et chorale, l'âge baroque 1600–1750, Paris, Fayard, coll. « Les Indispensables de la musique », 1992, 828 p. (OCLC 708322577, BNF 36654339)
- François-René Tranchefort (dir.), Guide de la musique sacrée et chorale, de 1750 à nos jours, Paris, Fayard, coll. « Les Indispensables de la musique », 1993, 1176 p. (OCLC 55957611), p. 939.
- Nigel Wilkins, « Motet » dans Françoise Ferrand (dir.), Guide de la Musique du Moyen âge, Paris, Fayard, coll. « Les Indispensables de la Musique », 1999, 850 p. (OCLC 300177982, BNF 37097426), p. 531-533.
- Dominique Hausfater, « Motet », dans Joël-Marie Fauquet (dir.), Dictionnaire de la musique en France au XIXe siècle, Fayard, 2003, xviii-1406 (ISBN 2-213-59316-7, OCLC 936927646, BNF 39052242), p. 823.
- « Le motet », dans Eugène de Montalembert et Claude Abromont, Guide des genres de la musique occidentale, Fayard / Lemoine, 2010, 1309 p. (ISBN 978-2-213-63450-0, OCLC 964049459), p. 729–750.
- Françoise Ferrand (dir.), Guide de la musique de la renaissance, Paris, Fayard, coll. « Les indispensables de la musique », 2011, 1235 p. (OCLC 779690643, BNF 42553838) :
  - Annie cœurdevet, « Motet profane » p. 97-106
  - Marie-Alexis Colin, « Motet (France) » p. 755–766
  - Louis Jambou, « Motet » (Espagne) p. 886
  - John Irving, « Motet » (Angleterre) p. 1161-1162.

### Articles
- (en) Andrew Wathey, « The motets of Philippe de Vitry and the fourteenth-century Renaissance », Early Music History, Cambridge University Press, vol. 12,‎ 1993, p. 119-150 (ISSN 0261-1279, OCLC 468948243, BNF 38787403, lire en ligne)
- (en) Justin Lavacek, « Contrapuntal Ingenuity in the Motets of Machaut », Intégral, vol. 28/29 « Music with Text »,‎ 2014-2015, p. 125-180 (ISSN 1073-6913, lire en ligne).